# 布兰 (上比利牛斯省)
布兰（法語：Boulin，法語發音：[bulɛ̃] ⓘ）是法国上比利牛斯省的一个市镇，属于塔布区。

## 地理
布兰（43°15'4"N, 0°8'20"E）面积2.52 平方千米，位于法国奧克西塔尼大區上比利牛斯省，该省份为法国西南部内陆省份，北至热尔省，西接大西洋比利牛斯省，南与西班牙接壤，东临上加龙省。
与布兰接壤的市镇（或旧市镇、城区）包括：奥莱阿克代巴、欧雷扬、利佐、奥尔莱克斯、萨鲁耶、苏约。

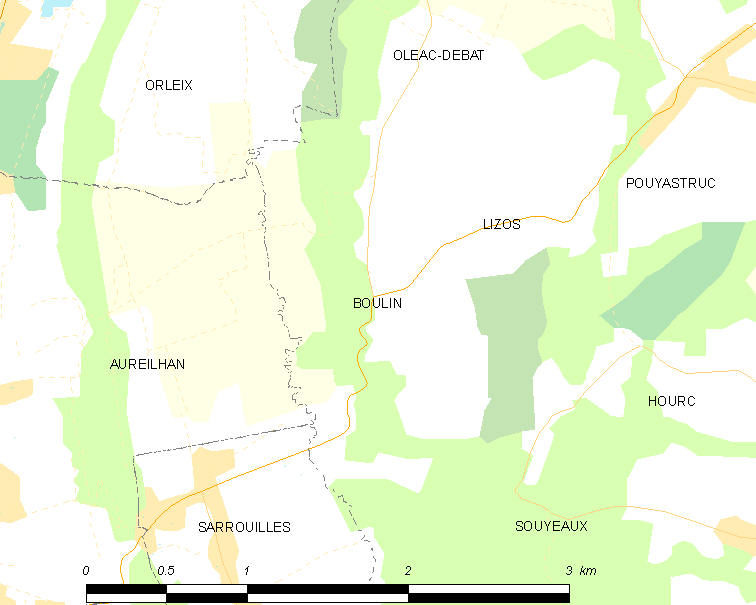
的OSM定位图

布兰的时区为UTC+01:00、UTC+02:00（夏令时）。

## 行政
布兰的邮政编码为65350，INSEE市镇编码为65104。

## 政治
布兰所属的省级选区为山丘县。

## 人口

1962-2008年间人口变化图示

布兰于2022年1月1日时的人口数量为300人。